# Мальоккетти, Даниеле
Даниеле Мальоккетти (итал. Daniele Magliocchetti; 11 мая 1986, Рим) — итальянский футболист, защитник.

## Карьера
Даниеле Мальоккетти — воспитанник клуба «Рома», однако за первую команду «джалоросси» футболист не провёл ни одного матча. Более того, в возрасте 17 лет он получил тяжёлую травму, из-за чего не выходил на поле в течение 11 месяцев. Летом 2006 года он был отдан в аренду в «Верону», где провёл 11 матчей. В следующем сезоне Мальоккетти был арендован «Кальяри», в рамках перехода Мауро Эспозито, где 16 марта 2008 года дебютировал в Серии А во встрече с «Торино». Летом «Кальяри» выкупила у «Ромы» половину прав на футболиста, а зимой 2009 года полностью приобрела контракт Даниеле.
9 июля 2009 года Мальоккетти был отдан в аренду в «Триестину» как часть сделки по покупке Микаэля Агацци. 21 июля 2010 года Даниеле вернулся в «Кальяри».
В январе 2012 года итальянский футболист перешёл в «Реджану». Он дебютировал за новую команду 15 января в игре против «Монцы». Всего же во второй половине сезона 2011/12 Мальоккетти провёл 12 игр в рамках высшего дивизиона Профессиональной лиги.